# Windows Phone 8.1
Windows Phone 8.1 — оновлення мобільних пристроїв на базі ОС Windows Phone. Презентація нового оновлення відбулася 2 квітня 2014 року на щорічному заході компанії Microsoft-Build 2014. 14 квітня 2014 почалася розсилка Developer Preview версії, яку можна завантажити встановивши застосунок «Preview for Developers».
16 липня розпочалася офіційна розсилка оновлення Windows Phone 8.1 з внутрішньою прошивкою «Lumia Cyan» в деяких регіонах Європи, починаючи з Фінляндії, Тайваню, Аргентини, Великої Британії та Китаю. Оновлення отримають всі смартфони до кінця серпня 2014 року.
Нещодавно[коли?] віце-президент Microsoft Джо Бельфіоре оголосив про вихід осіннього оновлення GDR1 для Windows Phone 8.1, яке дозволить створювати теки для застосунків на стартовому екрані, кахлі величезного розміру, оновить голосовий сервіс Кортана, поліпшить якість відтворюваного звуку через гарнітуру та виправить низку інших помилок.

## Історія
Windows Phone 8.1 (за деякими чутками Windows Phone Blue), нова мобільна операційна система від Microsoft, яка збігається з випуском ОС Windows 8.1. Хоча Microsoft спочатку планували випустити WP8.1 восени 2013 року, загальний розподіл нової операційної системи не був перенесений до весни 2014 року. Замість того, щоб чекати більше року, аби додати нові функції в Windows Phone 8, Microsoft вирішили випустити три додаткові оновлення до нинішньої мобільної ОС.
Разом ці три оновлення, які були випущені в грудні 2012 року, липні 2013 року і жовтні 2013 року, не тільки виправили помилки, але й внесли додаткові функції, призначені для Windows Phone 8.1, яка включала випуск «Data Sense» для не Verizon пристроїв, підтримкою для чотириядерних процесорів, 1080p екранів високої чіткості і до шести дюймів, додаванням «Режиму водіння» і додаткових рядів живих плиток для великих «фаблетів».
Операційна система була офіційно відкритою для публічного доступу, коли Microsoft випустила Windows Phone 8.1 SDK для розробників 10 лютого 2014. За кілька годин після релізу, деталі про SDK і скріншоти просочилися для громадськості. Windows Phone 8.1 була офіційно представлена 2 квітня 2014, і остаточний код був випущений на загал 14 квітня 2014.
У рамках програми «Developer Preview», яка була ініційована в жовтні 2013 з випуском Windows Phone 8 Update 3, розробники можуть встановлювати оновлення ОС Windows Phone 8.1 відразу, а не чекати місяці до офіційного релізу. У користувачів програми «Developer Preview» не анулюється гарантія в більшості випадків і тому можна буде встановлювати будь-які майбутні оновлення, які входитимуть до офіційного релізу Windows Phone 8.1.
Невеликі оновлення для WP8.1, де були виправлені помилки і збільшили час автономної роботи, були випущені 14 травня 2014, 3 червня, а також 12 червня. Також Microsoft планує випустити ще два основних оновлення для Windows Phone 8.1 восени та на початку 2015 року.

### Update 1
Update 1 був представлений 4 серпня 2014 для користувачів, що беруть участь в програмі Windows Phone Developer Preview. Це перше з двох основних оновлень для Windows Phone 8.1 в 2014 році. Додані нові мови і регіони для помічника Cortana, можливість організовувати додатки в папки на робочому столі, SMS пересилання декількох повідомлень, поліпшення Xbox Music, лайв тайл для Windows Phone Store і можливістю ізолювання додатків. Microsoft внесла зміни в програмі Internet Explorer Mobile, яка стала, по функціям, наближена до Safari (iOS) і Chrome (Android). Щоб добитися цього, Microsoft відійшла від відкритих стандартів і прийнятих нестандартних функцій, які використовується в Safari і Chrome, поліпшена отрисовка сторінки шляхом виявлення застарілих функції WebKit, принесла підтримку HTML 5, і виправлені проблеми сумісності з поганою HTML коду. Крім того, Update 1 також включає в себе нові VPN і Bluetooth функцій для корпоративних користувачів, підтримка в інтерактивних випадках, таких як HTC «точка зору», підстримка єкранів 1280x800, qHD 540 х 960 і 1280x768 і Qualcomm QuickCharge 2.0 стандарту.

## Особливості

### Cortana
Є особистим віртуальним помічником, якого додали в Windows Phone 8.1. Він схожий на Google Now і Siri від Apple. Ця функція буде доступною в бета-версії в США в першій половині 2014 року, перш ніж публічно доступна в більшості інших країн до кінця 2014 року або на початку 2015 року.

### Web
Windows Phone 8.1 використовує мобільну версію Internet Explorer 11, як стандартний веббраузер. ІЕ11 має багато вдосконалень відносно попередньої версії. Включає підтримку WebGL, режим InPrivate, режим читання, а також здатність пальцем вліво або вправо для перегортання переходу до попередньої сторінки або уперед. Оновлений браузер також включає в себе новий YouTube вебплеєр з підтримкою HTML5 відео і субтитрів, здатність до використання сайтів як живих плиток, підтримку вбудованого відео із можливістю збереження паролів. Ба більше, користувачі тепер можуть відкривати необмежену кількість вкладок, замість попередніх максимальних 6.

### Застосунки у Windows Phone Store
Об'єднання магазину для комп'ютерів (і планшетів) з мобільними пристроями.
Розробники програми зможуть створювати програми за допомогою C # / Visual Basic.NET (. NET), C + + (CX) або HTML5/Javascript, як для Windows 8.
Будь-які універсальні додатки, які були встановлені на Windows 8.1, автоматично з'являться в розділі користувача «Мої додатки» на Windows Phone 8.1.
Програми, створені для Windows Phone 8 і Windows Phone 7, автоматично працюватимуть і у Windows Phone 8.1, але додатки, створені для Windows Phone 8.1 не будуть працювати на будь-якій з попередніх версій Windows Phone.

### Нові та модернізовані додатки
Battery Saver додає можливість відстежувати використання батареї і визначити профілі, що дозволить знизити енергоспоживання. Крім того, на сторінці «Фонові завдання», яка дозволяє користувачеві зупинити або дозволити індивідуальний додаток був переміщений з меню налаштування до Battery Saver.
Storage Sense дозволяє користувачам переміщати файли і додатки між жорстким диском свого телефону і карти MicroSD, і включає в себе функції, раніше доступні в розділі «Налаштування», який давав користувачам можливість видаляти тимчасові файли, щоб звільнити пам'ять.
Wi-Fi Sense автоматично під'єднує Windows Phone з Wi-Fi точкою доступу, якій Ви довіряєте. Використання Wi-Fi Sense дозволить користувачам також ділитися маршрутизатором паролів.

### Центр сповіщень
Новий центр повідомлень, що відомий як «Action Center», який дозволяє користувачеві, наприклад, змінити налаштування бездротових мереж, вмикати Bluetooth і «Режим польоту» і дає доступ до режиму «Водіння». Все це доступно за допомогою чотирьох (або 5-ти для великих екранів) налаштовуваних кнопок у верхній частині екрану, а в той же час під ними перебувають різноманітні сповіщення.

### Клавіатура
Microsoft додала «Word Flow» для клавіатури в Windows Phone 8.1, що подібно до Swype на пристроях Android, дозволяє користувачам швидко набирати текст.

### Інші важливі поліпшення
• У Windows Phone 8.1 додана підтримка VPN і Bluetooth 4.0 LE.
• Зміна та поліпшення Магазину Windows Phone Store, змінені деякі частини інтерфейсу (наприклад, Оцінки, Початкова сторінка та ін).
• З'явиться «Центр повідомлень» 
• Поліпшення багатозадачності 
• Поява голосового асистента «Cortana» (замінить вбудований додаток пошуку, який запускається натисненням сенсорної клавіші пошуку) — аналог Siri на iOS 
• Підтримка жестів 
• Коротке змахування вниз з верхньої частини екрану буде виводити розділ швидких налаштувань 
• Тривале змахування вниз з верхньої частини екрану буде виводити повноцінну історію повідомлень за аналогією з iOS і Android 
• З'являться незалежні засоби налаштування гучності для дзвінків і мультимедіа 
• У смартфонах, де не використовуються фізичні сенсорні клавіші, використовуватимуться наекранні клавіші 
• Microsoft додасть сортований пошук інформації за технологією Bing Smart Search 
• Подвійне торкання для пробудження (на Nokia Lumia вже доступно) 
• Підтримка DLNA 
• Посилення інтеграції можливостей соціальних мереж Twitter, Facebook і Вконтакте в розділ Люди 
• Можливість вставки третього ряду плиток 
• Можливість завантажити або вивантажувати музику, відео, фото та інші файли через Internet Explorer 
• Додавання режиму введення T9 
• Розширені налаштування підключення USB і підтримка USB OTG (On-The-Go) 
• Додатки упаковуються як в XAP, так і в APPX (як на Windows 8/RT). 
• Клавіатура підтримуватиме функцію «Swype» 
• Свайп вниз для закриття додатків в диспетчері завдань 
• Новий інтерфейс камери, поліпшення чутливості сенсора до неї і новий режим серійного знімання 
• Автоматичне оновлення для додатків з Windows Phone Store (аналог Windows 8.1) 
• Можливість передати зображення зі смартфона на монітор або телевізор 
• Музика + Відео стануть роздільними. Тепер замість них виступлять додатки від Xbox (Music, Video) 
• Системний додаток ''Контроль Зарядки'' (Battery Sense) і Data Sense. 
• Додаткові налаштування для роботи з повідомленнями 
• Зміни у роботі NFC 
• Встановлення програм та ігор на карту пам'яті (для смартфонів, які мають слоти для карт пам'яті. Також розробник може заборонити цю можливість) 
• Додатки будуть закриватися лише подвійним тапом «Назад» (Пуск, Пошук) 
• Можливо перемістити або встановити нові ігри або документи на зовнішній накопичувач 
• Підтримка 2 SIM-карт і нові налаштування для них (для нових смартфонів з підтримкою 2 СІМ карт) 
• Підтримка WiFi Direct 
• Bluetooth 4 LE (Low Energy) 
• Підтримка календаря Google 
• Підтримка формату PDF в Office 
• Перевірка карти пам'яті на наявність помилок і сканування для безпеки від вірусів 
• Підтримка Stereoscopic 3D 
• Поліпшення календаря (додані пункти день, тиждень, місяць і рік)
• Додається додаток «Подкасти» 
• Деякі поліпшення в додатку ''Ігри'' (Xbox Games)